# Simon & Schuster
Simon & Schuster, Inc. est une maison d'édition américaine filiale du groupe Paramount.

## Histoire
Fondée en 1924 à New York par Richard L. Simon et Max Lincoln Schuster pour éditer des livres de mots croisés, elle est devenue une des dix plus grosses maisons d'édition en langue anglaise.
En 1975, elle est rachetée par Gulf+Western.
En 1994, elle passe sous le contrôle de Viacom.
En 1998, ses filiales scolaire et formation professionnelle sont revendues à Pearson.
Depuis 2006, Simon & Schuster, recentré sur la littérature et le multimédia tous publics, appartient à CBS Corporation.
En novembre 2020, Bertelsmann, propriétaire de Penguin Random House, annonce un accord en vue l'acquisition de Simon & Schuster pour plus de 2 milliards de dollars, moyennant l'accord des autorités de la concurrence. Le rachat est bloqué en novembre 2022.

### Auteurs
Simon & Schuster a publié des milliers de livres et d'auteurs. Voici une liste de quelques auteurs notables :
- Annie Proulx
- Dan Brown
- Doris Lessing
- Ernest Hemingway
- F. Scott Fitzgerald
- Jean Dutourd
- John Irving
- Mary Higgins Clark
- P. G. Wodehouse
- R. L. Stine
- Siddhartha Mukherjee
- Stephen King
- Thomas Wolfe